# Tanjung Atap
Tanjung Atap is een bestuurslaag in het regentschap Ogan Ilir van de provincie Zuid-Sumatra, Indonesië. Tanjung Atap telt 1921 inwoners (volkstelling 2010).